# Séisme de 1960 à Agadir
 (novembre 2016).

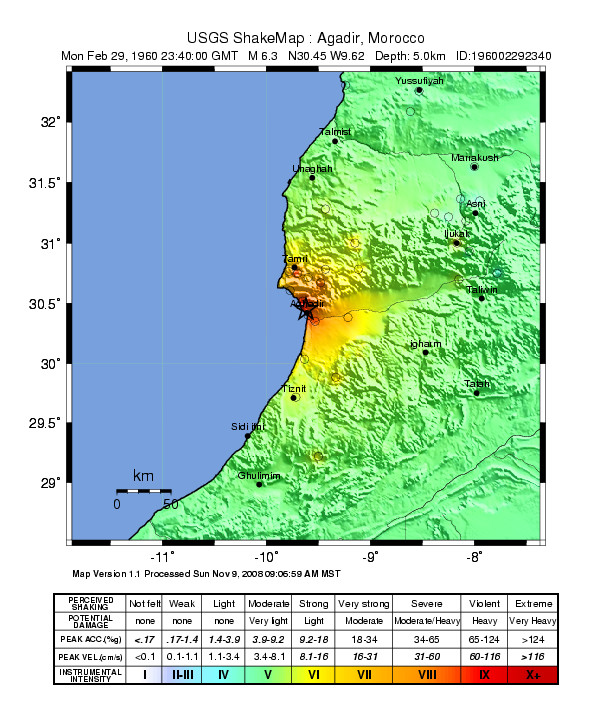
Carte de l'USGS montrant l'intensité du séisme.

Le séisme de 1960 à Agadir est un séisme qui s'est produit à Agadir, au Maroc, le 29 février 1960 à 23 h 40, tuant près de 12 000 personnes et faisant quelque 25 000 blessés. La secousse dura 15 secondes et était d'une magnitude de 5,7 sur l'échelle de Richter.

## Secousse
Dans les quartiers de Founti, Yachech et de la Kasbah, tous les bâtiments furent détruits ou sévèrement endommagés, 95 % de la population de ces zones fut ensevelie. Dans le quartier de Talborjt, entre 60 % et 90 % des bâtiments furent détruits ou gravement endommagés; la ville nouvelle et le front de mer ont été relativement épargnés, et détruits à 60%.
Le séisme a fait entre 12 000 et 15 000 morts, soit plus du tiers de la population de la ville à cette époque, et environ 25 000 blessés. 
C'est le séisme le plus destructeur et le plus meurtrier de l'histoire moderne du Maroc. C'est également le séisme de magnitude « modérée » (moins de 6) le plus destructeur du XXe siècle. 
La gravité des dégâts est attribuée au fait que la secousse avait son épicentre juste en dessous de la ville, et à la faible résistance des constructions anciennes. La ville semblait pourtant avoir été historiquement à l'abri des séismes, et ce n'est qu'après des recherches historiques que l'on se rendit compte que la ville, connue à l'époque sous le nom de Santa Cruz do Cabo de Aguer, avait déjà été détruite par un tremblement de terre en 1731, ce qui expliquait a posteriori la date de 1746 gravée sur le fronton de la porte de l'ancienne kasbah.

## Conséquences
Dans les heures qui ont suivi le séisme, les marins de la base aéronavale française d’Agadir sont venus porter secours aux survivants (environ 30 000 habitants). La proximité de cette base qui n'avait pratiquement pas subi de dégâts, l'arrivée rapide de l'escadre française de Méditerranée ainsi que d'une escadre néerlandaise, ont permis la mise en place rapide des secours aux rescapés. 
Les recherches continuèrent pendant un certain temps, notamment pour identifier les corps. Deux jours plus tard, la ville fut évacuée pour éviter la propagation de maladies. Une grande incertitude persiste à ce jour quant au bilan humain précis du désastre.
Dès le lendemain du séisme, le roi Mohammed V et son conseil de ministres ont créé une commission de reconstruction dont les rênes ont été confiées au prince héritier, Moulay Hassan (futur Hassan II). 
Rapidement, afin de réduire les risques sismiques (Agadir était littéralement construite sur la faille), il fut décidé que la ville nouvelle serait reconstruite un peu plus au sud, en abandonnant les quartiers situés au nord de l'oued Tildi devenus inconstructibles : la Kasbah, Founti, Yachech et Talborjt.
La première pierre de ce chantier de reconstruction fut posée par le roi Mohammed V le 30 juin 1960.

### Sources
- Le site Agadir 1960.com Agadir et le tremblement de terre du 29 février 1960
- Willy Cappe, Agadir - 29 février 1960 - Histoire et leçons d'une catastrophe, Lire en ligne sur le site Agadir 1960
- (en) earthquake.usgs.gov, U.S. Geological Survey Earthquake Hazards Program
- (en) em-dat.net, Emergency Disaster Database